# Отдельные гардемаринские классы
Отде́льные гардемари́нские кла́ссы (ОГК) — морское училище для подготовки строевых офицеров флота, находившееся в Петрограде в Галерной гавани
. Основано 1 июня 1914 года в связи с значительной нехваткой офицерского состава на основе Временных курсов юнкеров флота. 60 раннее зачисленных туда юнкеров флота переименовали в гардемарины.
Отдельные гардемаринские классы предназначались для молодых людей, получивших среднее образование и выбравших морскую карьеру; обучающиеся занимались по программе специальных классов Морского корпуса, с курсом в 32 месяца и практическими плаваниями.
Начальником ОГК был капитан 1-го ранга С. И. Фролов. Первый выпуск из классов был произведён в 1916 году.
Отдельные гардемаринские классы были упразднены 28 ноября 1917 года постановлением Верховной морской коллегии. 
С 1928 года в помещении бывших классов (современный адрес ул. Лоцманская, 3) разместился Ленинградский кораблестроительный институт, образованный из кораблестроительного факультета Политехнического института. С 1990 года там же находятся два факультета его преемника.